# にいバス

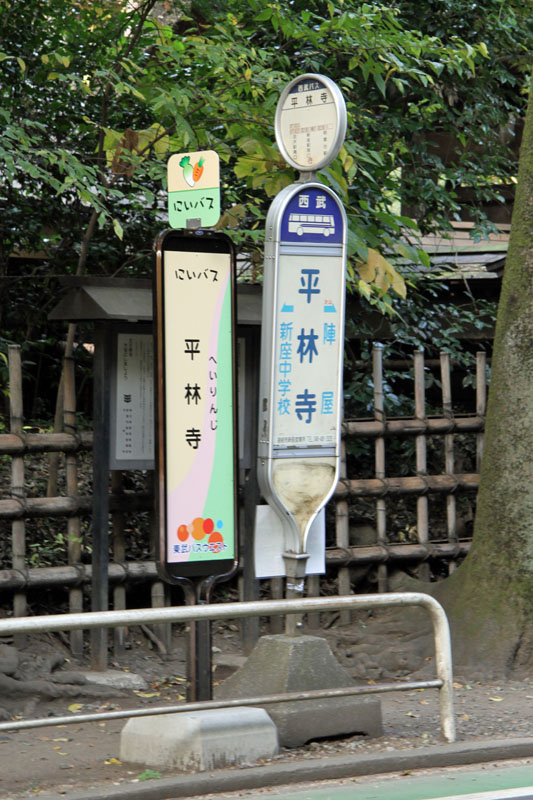
停留所ポール（平林寺・西武バスと併設）

にいバスは、埼玉県新座市のコミュニティバス。東武バスウエスト新座営業事務所が運行を受託している。

## 概要
新座市では1995年に、市政25周年を記念して「新座市シャトルバス」を運行開始（西武バス新座営業所に運行委託）。市民の足として長年親しまれてきたが、車両（日野・リエッセ）の排ガス規制への対応や財政面の問題により、2007年6月末をもって運行を終了した。
その後、高齢者など市民からコミュニティバス再開の要望が高まり、シャトルバスの運行終了から約2年3か月後の2009年10月1日、市内循環バスの運行を開始することとなった。
愛称は一般公募によって行われ、応募があった142点の中から選定し「にいバス」と決定。車両デザインは「新座市シャトルバス」と同じく埼玉県立新座総合技術高等学校デザイン科の生徒が担当し、このうちの3人のイラストが採用された。バス停留所ポールも「にいバス」オリジナルデザインとなっている。
運行開始以降、内容についての要望を受け、その結果2010年11月1日から、起終点停留所を新座市役所から第一・第二老人福祉センターに変更するとともに、一部区間の変更や停留所の新設・廃止を実施した。また2013年9月2日（9月1日が運休日の日曜日であるため）から系統再編を実施している。また、2023年4月1日にも系統再編を行い、新たに東久留米駅へ乗り入れる東久留米ルートが運行開始された。

## 沿革
- 2009年（平成21年）10月1日 - 運行開始。
- 2010年（平成22年）11月1日 - 起終点停留所や一部区間の変更、停留所の新設・廃止を実施[1]。
- 2013年（平成25年）9月2日 - 運行内容を変更し、系統を北コース・西コース・東コースに再編[2]。
- 2016年（平成28年）7月1日 - ダイヤ改正[3]。北コースにおいて北野地区への乗り入れ開始[4]。
- 2020年（令和2年）1月6日 - ダイヤ改正[5]。
- 2023年（令和5年）4月1日 - 系統再編。4路線となった。バスロケーションサービスの利用開始。
- 2023年（令和5年）5月8日 - 電気バス導入[6]。

## 運行内容

### 運行日
- 日曜日と年末年始期間（12月29日 - 翌年1月3日の間）を除く毎日運行（月曜日 - 土曜日が休日となった場合も運行）。

### 運賃
- 大人180円、小学生90円。未就学児は無料[7]。
- PASMO・Suicaなど、交通系ICカードの利用が可能。バス共通カードの利用は運行開始当初から不可。
- 新座市内在住の75歳以上の高齢者、妊産婦、各種障害者手帳を所持する障害者などに対し、市役所と出張所で無料乗車証を発行している。市外在住者への割引制度はなし[7]。

## 路線
ここでは主要停留所のみ掲載する。全停留所の詳細については、新座市公式サイト「市内循環バス（にいバス）について」を参照。

### 2023年4月以降の経路
東久留米コースが新設され、従来の北コースは志木コースに、南コースはひばりヶ丘コースに、西コースは清瀬コースにそれぞれ改称され、わかりやすくなった。
■東久留米コース
- 新座市役所 - 新座駅南口 - 十文字女子大前 - 団地センター - 堀ノ内病院前 - 老人福祉センター - 新座病院前 - 黒目川通り入口 - 東久留米駅東口[8]
  - 旧西コースのうち、清瀬駅を通らない新座・あたご地区の路線を再編し、東久留米駅北口まで乗り入れる形に変更したもの。なお、東武バス管内では初めて西武池袋線の駅ロータリーへ直接乗り入れとなっている[9]。東久留米駅東口停留所は、西武バスの東久留米団地経由路線の降車専用と共用している。
  - 運行本数は1日6本。新座市役所 → 東久留米駅東口行きの全便、東久留米駅東口 → 新座市役所行きの最終便以外はいずれも老人福祉センター停留所で4分 - 7分程度停車する。この際に他のコースへの乗り継ぎを行なう場合は、降車時に運転手へ申告し、乗り継ぎ券を発行してもらう。但し、乗り継ぎ停留所・乗り継ぎ券の発行可能な停留所は、新座市役所・新座駅南口・老人福祉センターの3か所に限られる[10]。
  - 東久留米駅東口行きの第1便は新座駅南口始発、東久留米駅東口発の第6便(最終バス)は、老人福祉センター停留所を通らず、新座駅南口で終点となる。なお、第1便・第6便はいずれも土曜・休日ダイヤが運休になる。
  - 東久留米駅東口行きのうち第3便・第5便、東久留米駅東口発のうち第1便・第3便・第5便は、新座市役所を経由せず、山下橋停留所と新座駅南口停留所の間を短路する。

■ひばりが丘コース
- 新座市役所 - 新座高校前 - 栄町公民館前 - 栄六条通り西 - 池田小入口 - 第五中学校前 - 栗原公民館前 - ひばりヶ丘駅入口
  - 運行本数は平日7本、休日5本。うち1本は栄六条通り西で折り返し、栄地区を巡回した後に新座市役所へ折り返す区間便である。

■志木コース（巡回路線）
- 新座市役所 - ふるさと新座館前 - 新座駅南口 - 北野病院前 - 新座志木中央総合病院 - 志木駅南口 - 新座志木中央総合病院 - 新座団地 - 新座柳瀬高校入口 - 新座駅南口 - 新座市役所
  - 運行経路は正順が左回り、逆順が右回りとなる、
  - 運行本数は左回り平日6本、休日3本。右回り平日6本、休日4本。
  - 新座市役所と新座駅南口で他路線へ乗り継ぎができる。

■清瀬コース
- 新座駅南口 - 新座市役所 - 平林寺 - 新座中学校 - 老人福祉センター - 新座病院前 - 堀之内病院前 - 石神小学校 - 西堀・新堀コミュニティセンター - 清瀬駅南 → 清瀬駅入口（折り返し）
  - 運行本数は平日7本、休日5本。
  - 清瀬駅のロータリーには乗り入れておらず、清瀬駅入口の停留所は南口からやや離れた都道40号線の側道沿いにある。
  - 清瀬駅南の停留所は清瀬駅入口折り返し後のルートでは通過。
  - 新座駅南口、新座市役所、老人福祉センターでた路線へ乗り継ぎができる。

### 2016年7月以降の経路
北コースのみ経路が一部変更された。
■北コース
- 新座市役所 - 新座警察署前 - 新座駅南口 - 野火止中央 - 北野入口 - 北野中央 - 北野病院前 - 東寮前 - （ → 新座志木中央総合病院 → 志木駅南 → 東北通り →東寮前） -  新座団地郵便局 - 新座団地 - 新座団地郵便局 - 新座柳瀬高校入口 - 英橋 - 第二老人福祉センター - 英橋 - 新座駅北入口 - 新座駅南口 - 新座警察署前 - 新座市役所
  - 2013年のルートと比べて、野火止中央から東寮前の間が変更されている。「北野入口」「北野中央」「北野病院前」の3停留所を新設[11]。
  - 運行経路は下記正順が左回り、逆順が右回りとなる。
  - 運転本数は両方向とも1日5本。
  - 左回りの第1便は新座団地郵便局始発（新座団地経由）、左回りの第3便は第二老人福祉センター止まり、右回りの第3便は第二老人福祉センター始発。左回りの第5便は新座団地止まり。右回り左回りともに、第1便は第二老人福祉センターと英橋を通らない。
  - 2020年11月2日に「志木駅南」停留所を志木駅南口ロータリー内に移設・ルート変更し、名称を「志木駅南口」停留所に変更。[12][13]。

### 2013年9月2日以降の経路
新座市役所を起点に、市内北東部を循環する北コース、南西部・西部を往復する西コース2系統、南東部を循環する東コースの3路線4系統が設定されている。循環路線はいずれも両方向循環である。
■北コース
- 新座市役所 - 新座警察署前 - 新座駅南口 - 野火止中央 - 立教前 - （ → 新座志木中央総合病院 → 志木駅南 → ） - 東寮前 - 新座団地郵便局 - 新座団地 - 新座団地郵便局 - 新座柳瀬高校入口 - 英橋 - 第二老人福祉センター - 英橋 - 新座駅北入口 - 新座駅南口 - 新座警察署前 - 新座市役所
  - 2010年の経路変更以降経由していた柳瀬川左岸の中野地区は経由しない。
  - 運行経路は下記正順が左回り、逆順が右回りとなる。
  - 運転本数は両方向とも1日5本。
  - 左回りの第1便は新座団地郵便局始発（新座団地経由）、左回りの第3便は第二老人福祉センター止まり、右回りの第3便は第二老人福祉センター始発。

■西コース
- 新座市役所 - 老人福祉センター - 清瀬駅入口往復 ： 新座市役所 - 平林寺 - 新座中学校 - 総合運動公園 - （新座病院前 → 堀ノ内病院前 → 嵯峨山 → 老人福祉センター → 新座病院前 → 石神小学校） - 西堀 - 小山入口 - 新堀淵 - 清瀬駅入口
  - 旧南循環のうち、南西部の区間を再編した経路で、清瀬駅方面を往復経路にしたもの。
  - 運転本数は1日5往復運転。
  - 老人福祉センター経由区間は、両方向とも全便表記順で経由する。
  - 本多地区の経路が旧南循環と異なり、「新座営業所」停留所[14]を経由しないものとなった。

- 新座市役所 - 第二老人福祉センター往復 ： 新座市役所 - 十文字女子大前 - 団地センター - 第二老人福祉センター
  - 旧北循環が経由していた、西部の菅沢・あたご地区を経由する往復経路。
  - 運転本数は1日5往復運転。
  - 団地センター - 第二老人福祉センター間で東京都清瀬市内を通過するが、この区間に停留所は設けられていない。

■東コース
- 新座市役所 - 平林寺 - 新座中学校 - 静風荘病院前 - 老人福祉センター - 堀ノ内病院前 - 栗原公民館前 - ひばりヶ丘駅入口 - 栗原公民館前 - 庚申塚前 - 池田小学校入口 - （栄三条通り東 → / ← 栄六条通り東） - 栄公民館前 - 新座市営墓園 - 新座高校 - 原ヶ谷戸 - 新座市役所
  - 旧南循環のうち、南東部の区間を再編した経路。
  - 運行経路は下記正順が左回り、逆順が右回り。
  - 運転本数は左回り4本、右回り5本。
  - 左回りの第2便・第3便は老人福祉センター始発、右回りの第3便・第4便は老人福祉センター終着となる。
  - 右回りの栄公民館前→栄六条通り東間は、経路の関係で東京都練馬区大泉学園町内を経由するが、同町内に停留所は設けられていない。
  - 「ひばりヶ丘駅入口」は、にいバス専用停留所で、ひばりヶ丘駅北口側にある。両方向とも同一のバス停ポールを使用している。
    - 駅北口から西武バスの北口バスのりばの先にあり、同じ新座市栗原5丁目に存在するが、西武バスのりばの折返場（デイリーヤマザキひばりヶ丘北口店隣）には乗り入れない。なお、駅南口側（東京都西東京市谷戸町）にも西武バスの同名の停留所があるため注意[15]。
    - ひばりヶ丘駅周辺再開発事業により北口駅前にバスロータリーが完成、2019年3月16日より供用開始。西武バスの「ひばりヶ丘駅北口」停留所は駅前バスロータリーへ移設、折返場の旧停留所は廃止。同時に「栗原五丁目」停留所を新設[16]。これに伴い、にいバスの「ひばりヶ丘駅入口」停留所も移設、西武バス折返場の先から「栗原五丁目」停留所と同位置に変更され、駅からやや遠くなった[17]。

### 2010年11月1日 - 2013年8月31日の経路
市内を南北各方向に循環する2路線が設定されていた。いずれの路線とも両方向循環である。運行経路は下記正順が左回り、逆順が右回りとなる。
北循環
- 第二老人福祉センター - 十文字女子大前 - 新座市役所 - 新座警察署前 - 新座駅南口 - 野火止中央 - 立教前 - （ → 新座志木中央総合病院 → 志木駅南 → ） - 東寮前 - 新座団地郵便局 - 新座団地 - 新座団地郵便局 - 新座柳瀬高校入口 - （ 英橋 → / ← 大和田郵便局前） - 中野 - 跡見女子大 - 中野 - 第二老人福祉センター
  - 起終点が第二老人福祉センターに変更され、中野地区を経由するようになる。
  - 運転本数は両方向とも1日4本。右回りの最終便は新座市役所終着となる。
  - 志木駅付近の区間は、両方向とも同一方向で経由する。

南循環
- 老人福祉センター - 新座病院前 - 堀ノ内病院前 - 栗原公民館前 - ひばりヶ丘駅入口 - 栗原公民館前 - 池田小学校入口 - （栄三条通り東 → / ← 栄六条通り東） - 栄公民館前 - 新座市営墓園 - 新座高校 - 原ヶ谷戸 - 新座市役所 - 平林寺 - 新座営業所[14] - 西堀 - 小山入口 - （ → 新堀淵 → 清瀬駅南 → ） - 小山入口 - 西堀 - 新座病院前 - 堀ノ内病院前 - 嵯峨山 - 老人福祉センター
  - 起終点が老人福祉センターに変更される。また停留所増設とともに、老人福祉センター周辺、栄地区、新堀地区での経路変更が実施され、栄地区にあった妙音沢入口停留所が廃止となる。
  - 運転本数は左回り3本、右回り4本に変更される。左回りの最終便は新座市役所終着、右回りの第1便は新座市役所始発となる。
  - 清瀬駅付近の区間は、両方向とも同一方向で経由する。
  - 右回りの栄公民館前 → 栄六条通り東間は、経路の関係で東京都練馬区大泉学園町内を経由するが、同町内に停留所は設けられていない。

### 運行開始当初の路線
運行経路は下記正順が左回り、逆順が右回りとなる。運転本数は両経路とも、左回りが1日4本、右回りが1日3本であった。
 北循環 
- 新座市役所 - 新座警察署前 - 新座駅南口 - 野火止中央 - 立教前 - （ → 新座志木中央総合病院 → 志木駅南 → ） - 東寮前 - 新座団地郵便局 - 新座団地 - 新座団地郵便局 - 新座柳瀬高校入口 - 英橋 - 第二老人福祉センター - 十文字女子大前 - 新座市役所
  - 志木駅付近の区間は、両方向とも同一方向で経由する。

南循環
- 新座市役所 - 平林寺 - 新座営業所[14] - 西堀 - 小山入口 - 清瀬駅南 - 小山入口 - 西堀 - 老人福祉センター - 栗原公民館前 - ひばりヶ丘駅入口 - 栗原公民館前 - 池田小学校入口 - 妙音沢入口 - 新座市営墓園 - 新座高校 - 原ヶ谷戸 - 新座市役所

## 車両
- 日野・ポンチョ - 2ドアロングボディ

専用車両を3台使用（9977～9979号車）。1台ずつ異なるデザインで、野菜（大根と人参）のイラストがラッピングされている。バス停ポールにも大根と人参のイラストが描かれている。
- BYD・J6  - 2ドアロングボディ

中国・BYDが製造した電気バスで、1台(8019号車)が導入されている。車体には新座市のイメージキャラクター「ゾウキリン」が描かれたデザインとなっている。

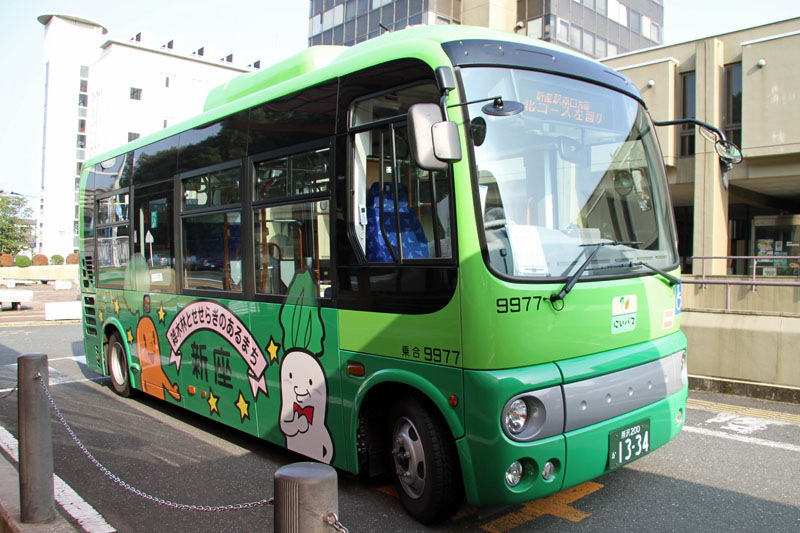
9977号車 新座市役所にて。
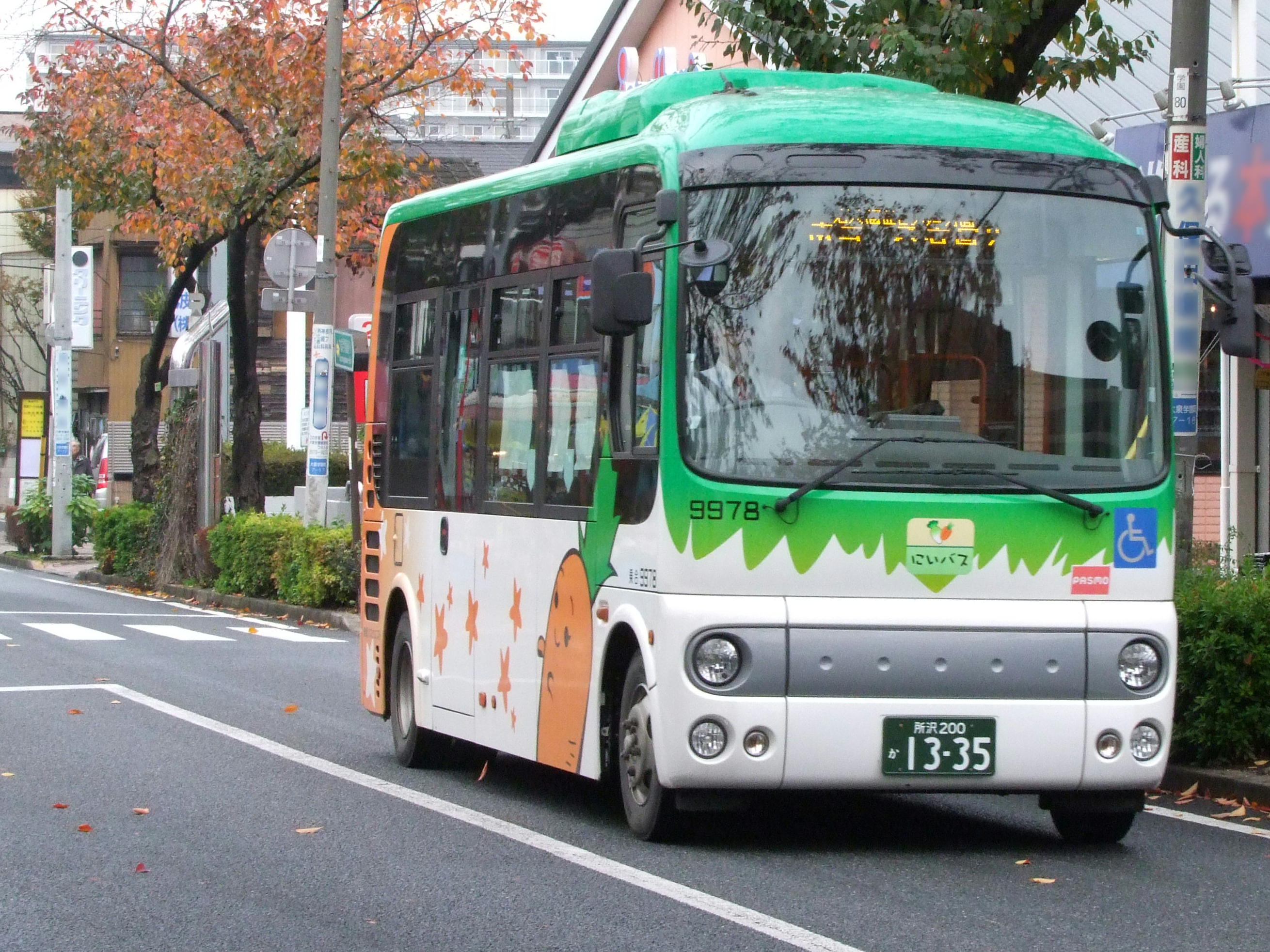
9978号車 栄公民館前 - 栄六条通り東間にて。 この画像の撮影地点は練馬区内。左後方のバス停留所は西武バスの一般路線のもの。
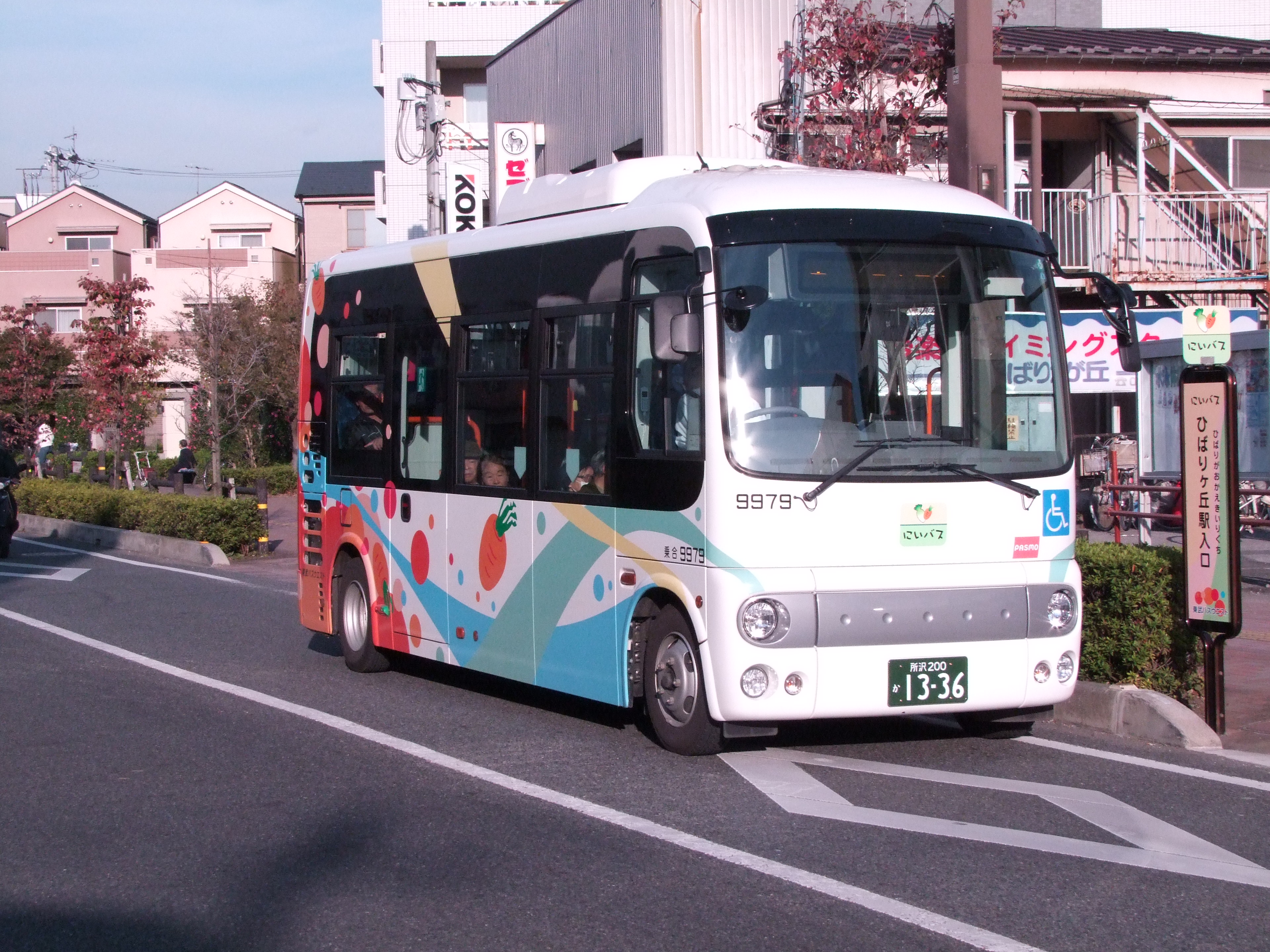
9979号車 ひばりヶ丘駅入口にて。